# Geopora tenuis
Geopora tenuis är en svampart som först beskrevs av Karl Wilhelm Gottlieb Leopold Fuckel, och fick sitt nu gällande namn av Trond Schumacher 1979. Geopora tenuis ingår i släktet Geopora och familjen Pyronemataceae.   Inga underarter finns listade i Catalogue of Life.